# Uszdrawen
Uszdrawen, 1936 bis 1938: Uschdrawen, 1938 bis 1945: Beutnerwalde, litauisch Uždraviai, ist ein verlassener Ort im Rajon Krasnosnamensk der russischen Oblast Kaliningrad.
Die Ortsstelle befindet sich sechs Kilometer nordnordwestlich von Pobedino (Schillehnen/Schillfelde) am Rande des les Scheschupski (dt. Weszkaller Forst, 1938 bis 1945: Staatsforst Waldlinden).

## Geschichte

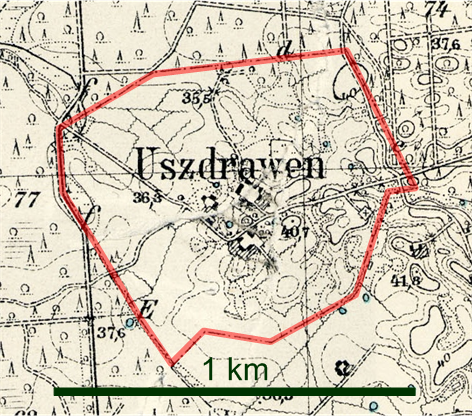
Die Landgemeinde Uszdrawen auf einem Messtischblatt von 1927

Der Ort wurde 1672 gegründet. Um 1780 war Uschdrawen ein Schatullort. 1874 wurde die Landgemeinde Uszdrawen in den neu gebildeten Amtsbezirk Wisborienen im Kreis Pillkallen eingegliedert. Noch 1905 wurde der Ort ausschließlich von Litauisch sprechenden Personen bewohnt. 1936 wurde die Schreibweise des Ortes in Uschdrawen geändert und 1938 wurde er in Beutnerwalde umbenannt. 1945 kam der Ort in Folge des Zweiten Weltkrieges mit dem nördlichen Ostpreußen zur Sowjetunion. Laut dem zweisprachigen Ortsverzeichnis der Oblast Kaliningrad von 1976 gehörten Überbleibsel des Ortes noch zu Liwny (Wisborienen/Grenzhöhe).

### Einwohnerentwicklung
| Jahr | Einwohner | Bemerkungen            |
| ---- | --------- | ---------------------- |
| 1867 | 38        |                        |
| 1871 | 35        |                        |
| 1885 | 30        |                        |
| 1905 | 24        | alle litauischsprachig |
| 1910 | 21        |                        |
| 1933 | 27        |                        |
| 1939 | 22        |                        |

## Kirche
Uszdrawen/Beutnerwalde gehörte zum evangelischen Kirchspiel Schillehnen. Die katholische Minderheit (1905: 2 von 24 Bewohnern) war bis 1930 in Bilderweitschen und dann in Schillehnen eingepfarrt.